# Илиян Юручки
Илиян Юручки е български композитор и диригент.

## Биография
Илиян Юручки е роден през 1977 г. в Благоевград. Първите си срещи с музиката прави в Читалище „Култура – 1932“ в Кресна в школата по акордеон, а по-късно и като солист на Ансамбъла за народни песни и танци към читалището. Към професионално занимание с народно пеене го насочва Любимка Бисерова.
През 1996 година завършва Национално училище за фолклорни изкуства „Филип Кутев“ в град Котел в класа по народно пеене на Стефка Хътова. Тогава прави и първите си опити за композиране. Завършва АМТИИ, Пловдив (2002) с 2 магистърски специалности – „Дирижиране на народни състави“ в класа на проф. Василка Спасова и „Етномузикология“. Изучава факултативно „Композиция“ при проф. Николай Стойков.
От основателите е на Ансамбъл „Елика“ в Пловдив, който тогава се състои от студенти – музиканти и танцьори. 1999 г. издава първия си сборник с песни за народен хор. В периода 1999 – 2004 г. работи в организационния екип на Фондация „Пирин пее“ за организиране на едноименния събор.
След дипломирането си се установява в Благоевград и създава Вокален ансамбъл „Езерец“, с който поставя хорови песни, както свои, така и на изтъкнати автори в жанра на народния хор. Сред любимите му автори са Стефан Мутафчиев, Иван Спасов, Кирил Стефанов, Красимир Кюркчийски.
През 2007 г. възстановява дейността на Ансамбъла за народни песни и танци „Синаница“ към Народно читалище „Култура – 1932“ в Кресна, чийто председател е вече 3 мандата. От 2013 г. е секретар на Народно читалище „Никола Й. Вапцаров – 1866“ в Благоевград.
През 2013 г. издава и втория си сборник с песни за народен хор.
Ръководи Народно читалище „Никола Й. Вапцаров – 1866“ в гр. Благоевград.

## Творчество
Илиян Юручки е автор на повече от 50 авторски и аранжирани песни за народен хор. Негови песни са:
- Била Дена девойче
- Блазе му мале на Георги
- Де се чуло и видело
- Добро льо
- Добър вечер, малка моме
- Долуземци камък мятат
- Дуне, Дуне, мори
- Две невести
- Град градила бела Неда
- Кукувица и мома
- Кирчо на кьошка сидеше
- Леле варай, варай
- Мела Рада дворове
- Майка Павел залюлела
- Момина мале
- Надвила се Света гора
- Не отивай моме
- Отдоле иде
- Ой, кукувичке
- Ой, Йоване
- Огреяло ясно слънце
- Паднала темна ми мъгла
- Пирински лазарки
- Пирински полъх
- Пустана долна махало
- Пьотко ради, простен даде
- Севделино Детелино
- Шопска приспивна
- Татко ради простен даде
- Теменуга биле брала
- Торнала е Марушчица
- Тьонка еленко
- Троица братя
- Църно ми око ергенче
- Вангелие младо девойче
- Черешко, чорна вишничко
- Вий чули ли сте
- Врит са са сбрали
- В село хайдуте слезоха
- Вечеряй, синьо
- Вранеят се, вране конье
- Фидо, Фидо
- Я снощи ходих
- Яна овчар лъгала
- Затупале тъпани